# 이경호 (배우)
이경호는 대한민국의 배우이다.

## 출연작

### 영화
- 《파주》 (2009년) - 철거민 6 역
- 《싸움》 (2007년) - 홈쇼핑 FD 역
- 《숨》 (2007년) - 경비 교도관 역
- 《어디에》 (2003년) - 삼촌 역
- 《구타유발자 잠들다》 (2002년)
- 《애마부인의 딸》 (1997년)
- 《태양속의 남자》 (1994년) - 영표 역
- 《고교결전 자! 지금부터야》 (1977년) - 월명상고 야구부 5번타자 역

### 드라마 & 시트콤
- 《기쁜 소식》 (2003년, MBC) - 정기영 역
- 《부부클리닉 사랑과 전쟁》(2000년, KBS)
- 《남자 셋 여자 셋》(1997년, MBC)
- 《이혼하지 않는 이유》 (1996년, MBC)
- 《두 아빠》(1995년, MBC)
- 《거미》(1995년, MBC) - 김우혁 역
- 《언제나 푸른마음》(1994년, EBS)
- 《서울의 달》(1994년, MBC)
- 《사춘기》(1994년, MBC)
- 《살아 남은 자의 슬픔》(1993년, KBS)
- 《시트콤 김가이가》(1993년, MBC)
- 《마포 무지개》(1992년, MBC)
- 《두려움 없는 사랑》(1992년, SBS)
- 《여명의 눈동자》(1991년, MBC)
- 《대원군》(1990년, MBC)
- 《울 밑에 선 봉선화》(1989년, KBS)
- 《사랑이 꽃피는 나무》(1987년, KBS)
- 《갈 수 없는 나라》(1987년, MBC)
- 《수사반장》(1986년, MBC)
- 《추동궁 마마》(1983년, MBC)
- 《전원일기》(1982년, MBC)
- 《제1공화국》(1981년, MBC)

## 경력
- 한국방송연기자노동조합 운영위원장.
- 한국방송연기자노동조합 조합장.
- 한국대중문화예술인복지회 이사장.
- 한국대중문화예술인복지협회 이사장.